# 芳泰瑞
芳泰瑞（Courtenay Hughes Fenn，1866年4月11日—1953年）是一位美国长老会 美国北长老会来华教育传教士。
1866年，芳泰瑞出生于美国纽约州韦恩县的克莱德，父亲塞缪尔，母亲玛莎。1890 年按立为牧师。1892年6月8日，他与爱丽丝·霍尔斯坦·梅·卡斯尔（Alice Holstein May Fenn，1865-1938）在美国首都华盛顿结婚。1893年夫妇受美国北长老会派遣，前往中国传教，驻北京，服务于北城什刹海后海北侧的鸦儿胡同教堂（1903年重建为长老会鼓楼西堂）。1900年经历庚子之乱。1902年出任美国北长老会差会部代理干事。1905年任北京协和道学院院长。1920年任华北道学院院长。
芳泰瑞夫妇育有二子一女，分别是芳亨利（Henry Courtenay Fenn，1894年2月26日 - 1978年7月）、芳马大（Martha Willson Fenn Eubank，1898–1983）和芳威廉（1902年- 1993年4月21日），任亚洲基督教高等教育联合董事会总干事。
芳泰瑞编有《五千字典》、《经文汇编》等书，前者是一本广泛使用的中英文词典，曾多次再版。